# LZ 22 'ZVII'
De ZVII was een zeppelin.
Hij werd geraakt door vijandelijk vuur tijdens een verkenningsvlucht boven de Elzas op 21 augustus 1914 en total loss geraakt bij de daaropvolgende noodlanding in St. Quirin, Lotharingen.